# Reburrus caledonicae
Reburrus caledonicae är en tvåvingeart som beskrevs av Daniels 1987. Reburrus caledonicae ingår i släktet Reburrus och familjen rovflugor.
Artens utbredningsområde är Nya Kaledonien. Inga underarter finns listade i Catalogue of Life.